# Домазо
Домазо (итал. Domaso) — коммуна в Италии, располагается в регионе Ломбардия, в провинции Комо.
Население составляет 1439 человек (2008 г.), плотность населения составляет 240 чел./км². Занимает площадь 6 км². Почтовый индекс — 22013. Телефонный код — 0344.
Покровителем коммуны почитается святой апостол Варфоломей, празднование 24 августа.

## Демография
Динамика населения:

## Администрация коммуны
- Официальный сайт: http://www.comunedomaso.it/